# Chiesa di Sant'Agostino (Santa Fiora)
La chiesa di Sant'Agostino è un edificio sacro situato a Santa Fiora.

## Storia e descrizione
L'originaria chiesa di San Michele Arcangelo, consacrata nel 1146, fu affidata agli Agostiniani nel 1309.
L'attuale edificio, risalente al 1681, ha la facciata decorata da lesene ai lati e dal portale con timpano spezzato sormontato da una finestra. Il trecentesco campanile presenta tre ordini di bifore ed una trifora in parte tamponata. L'interno ha una pianta rettangolare che termina con un'abside ed è coperto a capriate.
Vi era conservata una Madonna col Bambino policroma in legno di Jacopo della Quercia, attualmente collocata presso il museo diocesano di Palazzo Orsini di Pitigliano.
Nella parete destra è collocata la pietra sepolcrale del conte Ildebrandino di Bonifazio, e in quella sinistra un Crocifisso ligneo trecentesco. In sagrestia si trovano due busti-reliquiari di Sant'Agostino (1765) e Santa Monica (1773).